# Racovița (Sibiu)
Racovița (Racovița-Olt fins al 1931; en alemany: Rakowitza o Rakevets; en hongarès: Oltrákovica o col·loquialment Rákovica) és un municipi del comtat de Sibiu, Transsilvània (Romania). Té una població de 2.884 habitants (cens del 2002) i està compost per dos pobles, Racovița i Sebeșu de Sus (Oltfelsősebes).
La primera menció oficial de l'aleshores poble va ser en un acte de "celebració" del 22 de maig de 1443 de Joan Hunyadi. Els documents de l'església esmenten el poble per primera vegada el 8 de juliol de 1647, quan Jordi I Rákóczi nomena Ion din Ţichindeal com a arxiprest de 17 pobles dels voltants de Sibiu, inclosa Racovița. La rica història del poble està lligada a la frontera militar amb Transsilvània establerta per l'emperadriu Maria Teresa d'Àustria el 1765. Aleshores, Racovița formava part de la 7a Companyia del Primer Regiment Fronterer a Orlat.
A partir de l'any 1698, abans que el poble fos completament militaritzat, el poble i la seva zona es van enfrontar a greus conflictes religiosos a causa de la decisió de l'Església Ortodoxa d'Alba-Iulia d'unir-se amb l'Església Catòlica.
Soldats i vilatans van participar amb entusiasme a la revolució hongaresa de 1848. Un cop abolida la frontera militar el 1851, membres importants del poble van prendre la iniciativa de gestionar els fons de l'escola del regiment i es van implicar activament en l'Associació de Transsilvània per a la literatura romanesa i la cultura del poble romanès.
Durant la Primera Guerra Mundial, soldats de Racovița van servir a l'exèrcit de 1916 a 1918 i van rebre distincions per lluitar contra la "polònia russa", Galícia, Albània, Itàlia, Sèrbia i fins i tot França.

## Geografia
La comuna de Racovița està situada a la base del pic Suru (2.281 m.) al contacte entre els contraforts de les muntanyes de Făgăraș i la terrassa baixa de la plana inundable, al marge esquerre del riu Olt, a una altitud de 385 metres. La comuna limita al nord i al nord-est amb la ciutat d'Avrig ; la frontera, que s'estén des de la confluència del petit riu Mârșa amb l'Olt fins al pic Sorliței, es va establir després de l'any 1200 i està senyalitzada amb senyals fronterers anomenats 'morminți'.

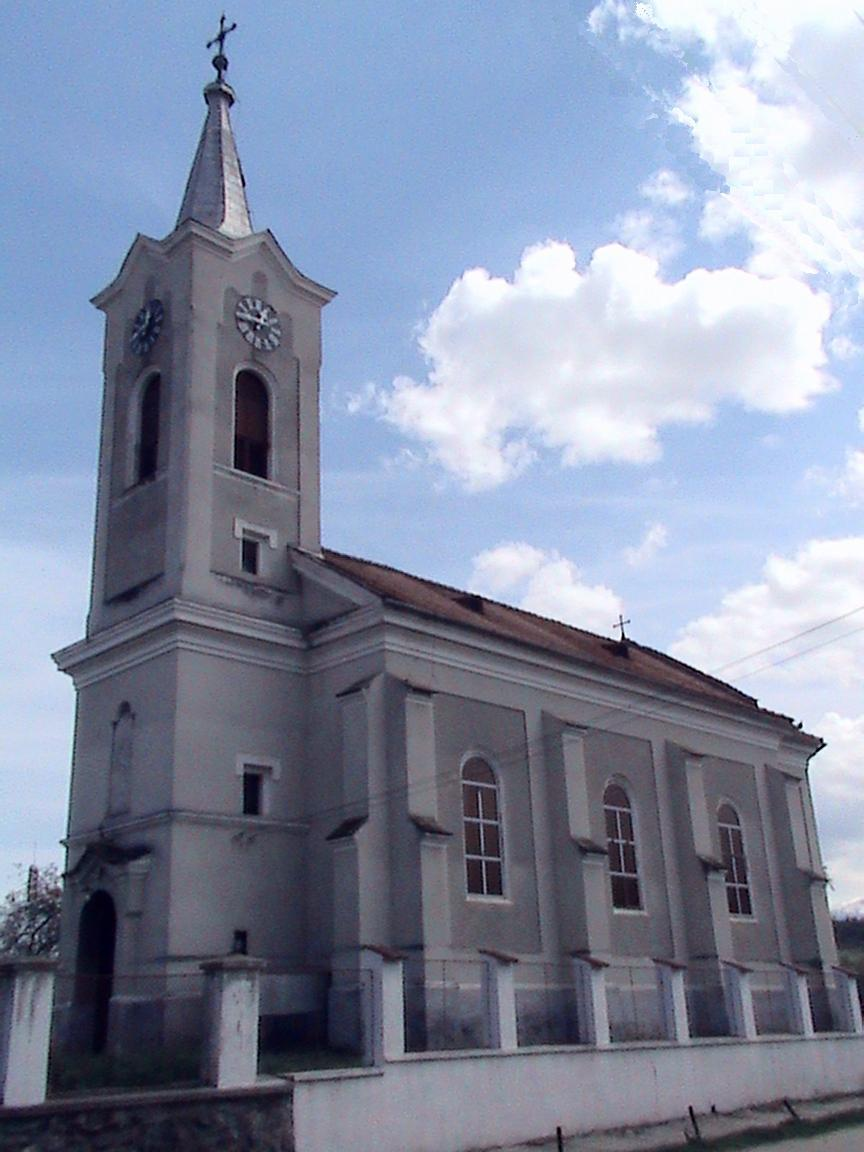
Església de la Santíssima Trinitat, dedicada l'any 1887
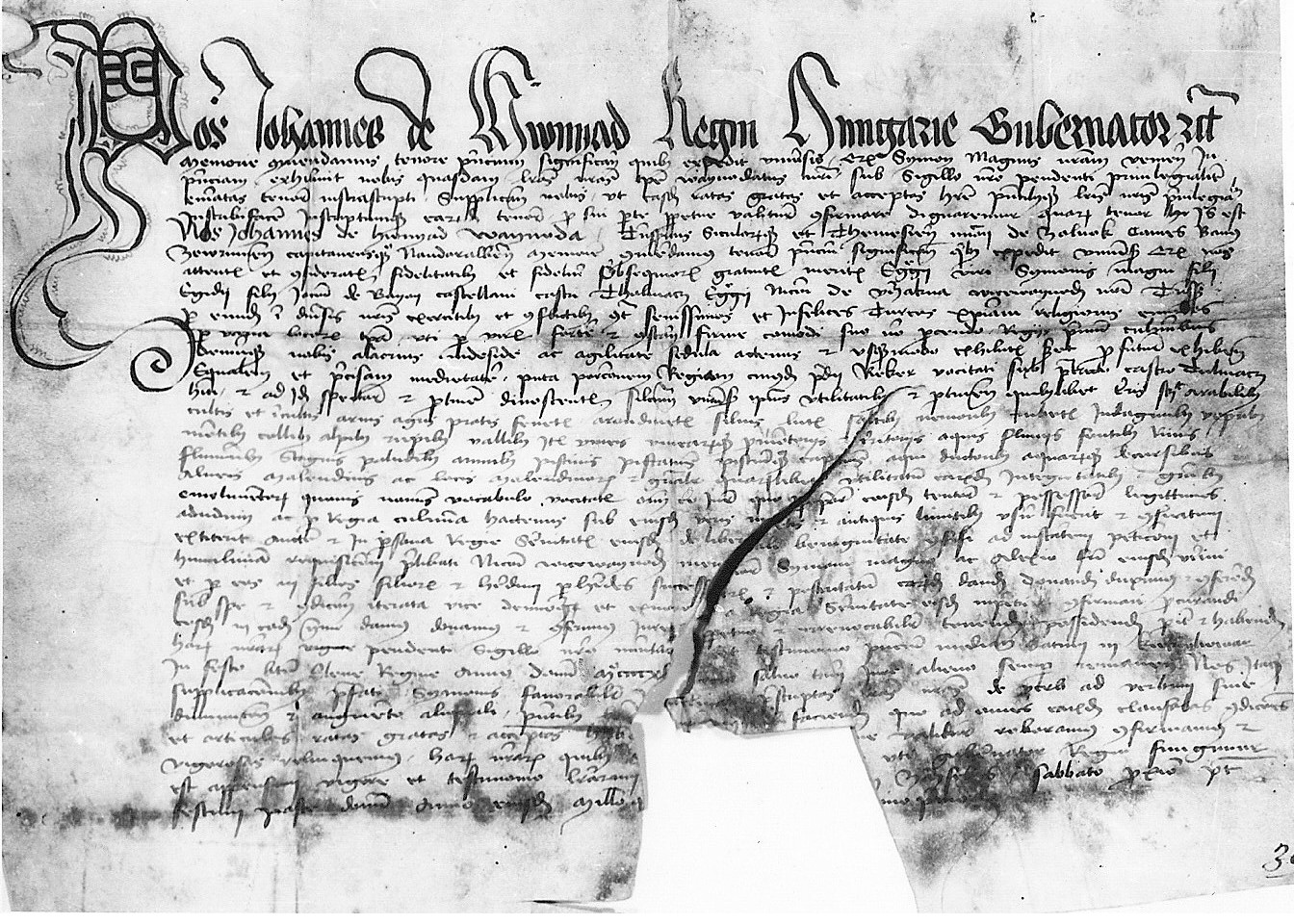
El primer document que esmenta la localitat, 22 de maig de 1443
Mapa toponímic del poble de Racovița
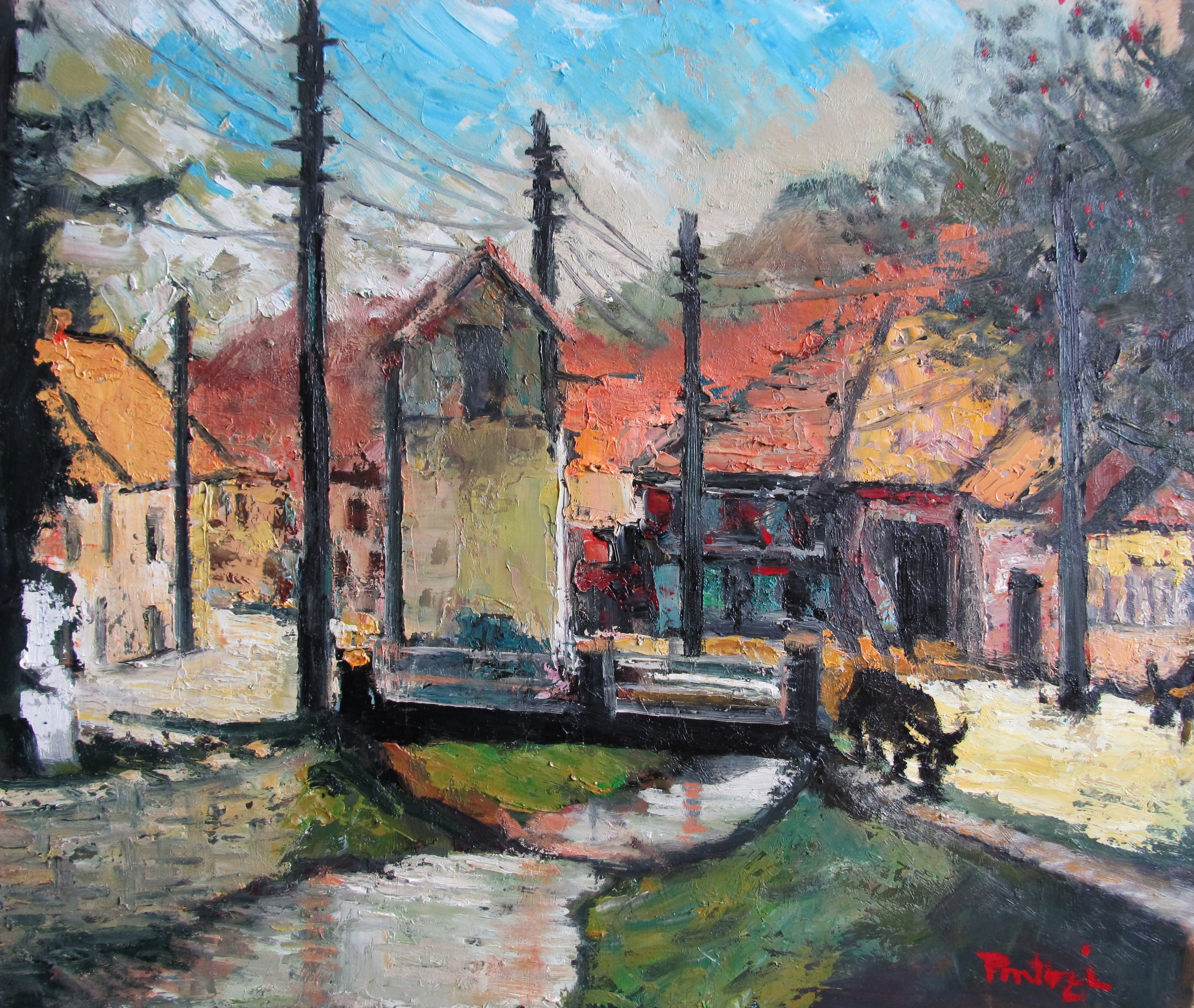
Pintura de Racovița de Valeriu Pantazi
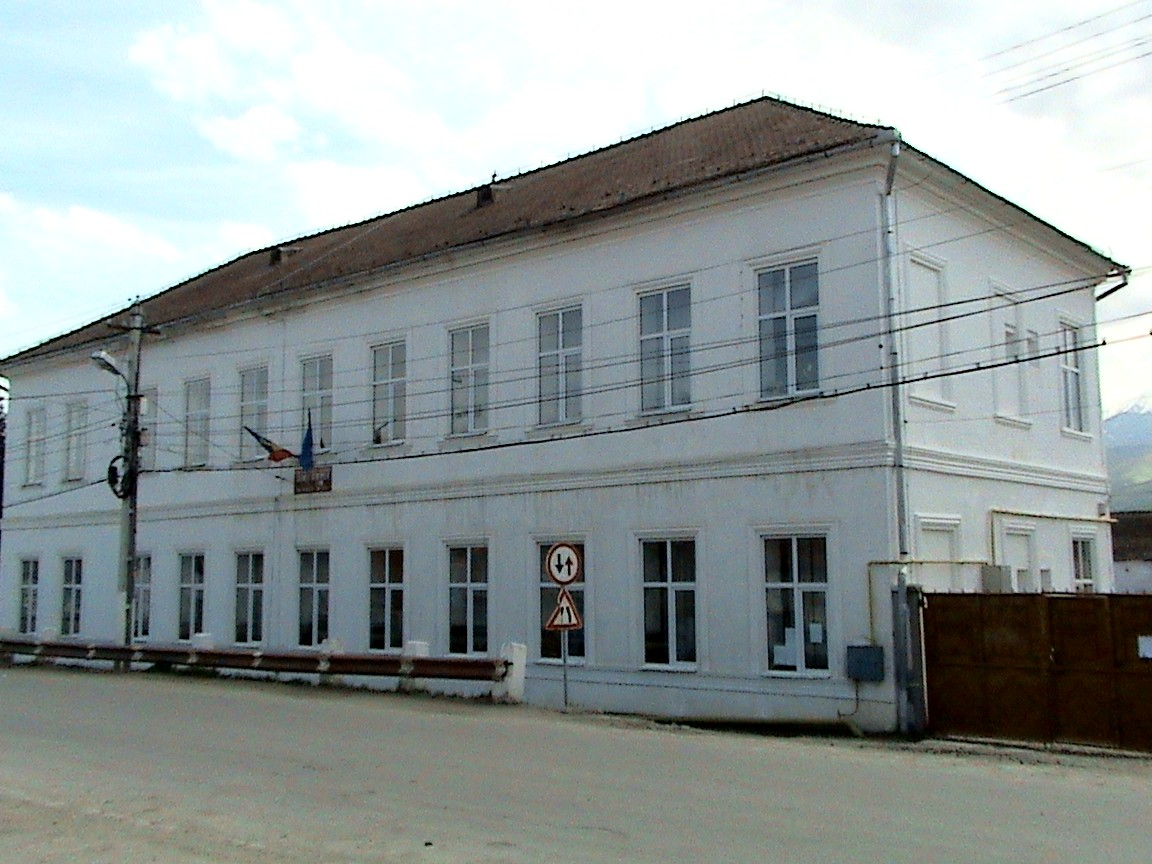
escola de Racovița